# جاسم المطوع
جاسم بن محمد بن بدر المطوَّع (1965م -) إعلامي كويتي، رئيس قناة اقرأ الفضائية، رائد في المجال التربوي الأسري، ويعتبر من المتخصصين في مجال الأسرة والزواج والتربية والشباب.

## مؤهلاته
- ليسانس حقوق – جامعة الكويت.
- ماجستير في الأسرار الزوجية من خلال القرآن والسنة النبوية.
- الدكتوراه في منهج التربية القيادية للطفل.[1]

## الأعمال التي يرئسها
- رئيس مجلس أمناء مدارس آفاق العالمية – السعودية.
- رئيس مجلس إدارة مجلة (الفرحة)
- رئيس مجلس إدارة مجلة (ولدي)
- رئيس مجلس إدارة مكتبة عالمي الممتع
- مؤسس ومشرف على برنامج معهد (كرسي النور) لتأهيل القيادات الاجتماعية في العالم
- مؤسس لموقع زواج تك (للتزويج)
- مشرف موقع الأسرة السعيدة
- رئيس ومؤسس شركة الريادة للتدريب الاستشارات

## أعمال سابقة
- رئيس قناة اقرأ الفضائية  من عام 2006 حتى عام 2013.
- عضو صندوق الأسرة الوقفي، والتابع للأمانة العامة للأوقاف (الكويت).
- مؤسس ورئيس مجلس إدارة بيت السعادة الوقفي والتابع للأمانة العامة للأوقاف (الكويت).
- رئيس فريق عمل قانون صلة الأرحام باللجنة العليا لاستكمال التطبيق الشريعة الإسلامية والتابعة للديوان الأميري (الكويت).
- مؤسس ورئيس فريق مسابقة الأسرة العربية لاختيار أفضل أسرة عربية بالتعاون مع حكومة دبي (دبي).
- اختارت شركة مايكروسفت الأستاذ جاسم المطوع من الشخصيات الناجحة في التعامل مع التكنولوجيا لعام 2003.
- مؤسس ورئيس لجنة مصابيح الهدى – التابعة لجمعية الإصلاح الاجتماعي ـ الكويت.
- قاضي الأحوال الشخصية بدولة الكويت.
- عضو في لجنة صياغة البرامج والخطط لحماية الشباب من مظاهر الانحراف السلوكي والمرشحة من مجلس الوزراء من عام 2004.
- عضو بجائزة سمو الأمير نايف بن عبد العزيز آل سعود العالمية للسنة النبوية والدراسات الإسلامية المعاصرة
- تم اختيار الدكتور جاسم المطوع رئيس قناة اقرأ الفضائية كواحد من أفضل وأكثر 500 شخصية إسلامية مؤثرة في العالم للعام 2009[2]

## من مؤلفاته

### الإصدارات المقروءة

#### كتب باللغة العربية
- زوجات النبي محمد - صلى الله عليه وسلم – في واقعنا المعاصر.
- المشاكل الزوجية – فوئدها وفن احتوائها.
- الحروف الأبجدية في السعادة الزوجية.
- (10) عوائق في طريق الزواج الناجح.
- الأولويات في الحياة الزوجية.
- لمسة حنان.
- معادلة النجاح بعد الطلاق.
- لماذا تظلمون المرأة ؟.
- الوقت عمار أو دمار (جزئين).
- الوقت عند المرأة.
- خطط لمستقبلك.
- تعرف على حبيبك.
- قطار المستغفرين إلى ديار التائبين (قصة أدبية).
- حوارات إيمانية.
- حوارات دعوية.
- معاناة البيت الكويتي أثناء الاحتلال.
- الحج عبادة التغيير.
- تعال بنا نؤمن ساعة.
- الثقافة الزوجية (خطبة، زواج، طلاق).
- الأسرار الزوجية في ضوء الكتاب والسنة والواقع.
- ثمانون وسيلة يعبر بها الرجل عن مشاعر الحب لزوجته.
- تسعون وسيلة تعبر بها المرأة عن مشاعر الحب لزوجها.
- هل تعرف ماهي أولويات الحياة الزوجية.
- واحد وسبعون فكرة تزيد من محبة الزوجة لزوجها.
- خطوبة بلا صعوبة.
- علماء رغم التحدي.

#### كتب باللغة الفرنسية والصينية
- خطط لمستقبلك
- تعرف على حبيبك

#### كتب باللغة الفارسية
- قطار المستغفرين إلى ديار التائبين

### الإصدارات السمعية
- فهم النفسيات
- المصارحة الزوجية
- فن احتواء المشاكل الزوجية (شريطين)
- أحسن خطبة (شريطين)
- فوائد المشاكل الزوجية (شريطين)
- الطلاق الناجح (شريطين)
- الاحترام بين الزوجين (شريطين)
- ميزانية العائلة (شريطين)
- النجاح الوظيفي والعائلي (4 أشرطة)
- تنمية الحب بين الزوجين (4 أشرطة)
- التخطيط العائلي (شريطين)
- الحوار الزوجي الناجح (شريطين)
- إدارة الوقت العائلي (شريطين)
- دردشة في اختيار شريك الحياة (شريط واحد)
- إدارة الخلافات الزوجية (شريط واحد)
- الحب في العلاقة الزوجية (شريط واحد)
- أساليب استقرار البيت (شريط واحد)
- المكافآت النفسية لتحقيق السعادة الزوجية (شريط واحد)
- كيف تصنع السعادة في بيتك ؟ (شريط واحد)
- فن الحوار العائلي
- سلسلة بيوت النبي
- بيوت النبي – السيدة عائشة
- بيوت النبي (السيدة خديجة)
- من أسرار البيوت
- لطريق إلى السعادة الزوجية
- بيني وبينك أيها الزوج
- فن إدارة المعارك الزوجية

## الإصدارات الإلكترونية
- التربية الجنسية
- الحب والخطوبة
- المشكلات العائلية وطرق حلها
- تربية الأبناء في الإسلام
- شبهات حول المرأة والرد عليها
- برنامج كرسي النور- لتأهيل القيادات الاجتماعية

## الإصدارات المرئية
- لماذا تزوجت ؟
- مفاهيم تعين الزوج على الاستقرار.
- التربية الجنسية.
- الحب والخطوبة.
- مفاهيم تعين الزوجة على الاستقرار.
- المشكلات العائلية وطرق حلها.
- تربية الأبناء في الإسلام.
- شبهات حول المرأة والرد عليها.
- برنامج كرسي النور لتأهيل القيادات الاجتماعية.[3]

## من برامجه

### برامج إذاعية
- برنامج الأخلاق الزوجية  (في إذاعة القرآن الكريم – الكويت) [ 120 حلقة ]
- برنامج علماء رغم التحدي  عام 2009 على إذاعة القرآن الكريم – الكويت
- برنامج  بيوت الخلفاء الراشدين  [ 26 حلقة ]
- برنامج اللؤلؤ والمرجان في شهر رمضان [ 26 حلقة ]

### برامج تلفزيونية
- برنامج البيوت السعيد (1) على قناة art (104 حلقة) من عام 1998 وحتى 2001.
- برنامج بيوت الأنبياء على قناتي اقرأ و art (30 حلقة) عام 1999.
- برنامج بيوت النبي محمد – صلى الله عليه وسلم – على قناتى اقرأ و art (30 حلقة) عام 2000.
- برنامج بيوت العلماء على قناتي اقرأ وart (30 حلقة) عام 2001.
- برنامج الحياة حلوة على قناة اقرأ (60 حلقة) من عام 2001 حتى 2003.
- برنامج حوار بلا أسوار على قناة الأوئل art (110 حلقة) وما زال مستمر من عام 2001 وحتى اليوم.
- برنامج البيوت السعيدة (2) جديد على قناة اقرأ من عام 2003 وما زال مستمر.
- برنامج (أولويات) على قناة اقرأ (50 حلقة) عام 2005.
- برنامج (حوار أم مواجهة) لمناقشة قضايا التطرف، على تلفزيون الكويت عام 2006.
- برنامج (بيوت المبشرين بالجنة) على قناة اقرأ (30 حلقة) عام 2006.
- برنامج (تعال نؤمن ساعة) على قناة اقرأ (30 حلقة) عام 2007.
- برنامج (نقطة.. من أول السطر) على قناة اقرأ (60 حلقة) عام 2007.
- برنامج بيوت عامرة على قناة اقرأ - عام 2007.
- برنامج الاعجاز الاجتماعي على قناة اقرأ - عام 2008.
- برنامج الأسرة السعيدة على قناة اقرأ- عام 2008 وحتى عام 2009

## الدورات التدريبية
- فهم النفسيات.
- الحوار العائلي الناجح.
- فن إدارة الخلاف العائلي.
- إدارة الوقت العائلي.
- تنمية الحب العائلي.
- التخطيط الإستراتيجي العائلي.
- النجاح الوظيفي والعائلي.
- كيف تكون المرأة ناجحة وسعيدة ؟
- المكافآت النفسية لتحقيق السعادة الأسرية.
- كيف نغيّر الطرف الآخر
- فن الحوار العائلي.
- كيف يكون الفراق والطلاق ناجحاً.
- خطوبة بلا صعوبة.
- كيف نحاور الغرب بقضايانا الاجتماعية ؟
- أفكار ذكية في علاج المشاكل الأسرية.
- الظهور الإعلامي الناجح.
- رخصة قيادة الزواج الناجح

## المحاضرات والندوات
- بماذا تميزت المرأة عن الرجل؟
- عولمة الزنا؟
- الإرهاب والتطرف الاجتماعي.
- الأسرة عام 2050 م.
- عرس في الجنة.
- السعادة الإلكترونية.
- ومحاضرات أخرى كثيرة.